# Persone di nome Mario/Pittori
| Questa pagina contiene informazioni ricavate automaticamente dalle voci biografiche con l'ausilio del template Bio e di un bot. L'aggiornamento è periodico e automatico e ricostruisce completamente la pagina. Se manca una persona in questa lista, sei pregato di non aggiungerla, ma accertati piuttosto che la sua voce biografica contenga il template Bio e che i dati anagrafici siano correttamente compilati. Se il template Bio manca, inseriscilo tu stesso o, in alternativa, metti l'avviso {{tmp\|Bio}} che ne segnala la mancanza. Se i dati riportati sono sbagliati, correggi direttamente la voce biografica; le modifiche saranno visibili in questa lista entro pochi giorni. Per chiarimenti vedi il progetto antroponimi. La lista contiene solo le 70 persone che sono citate nell'enciclopedia e per le quali è stato implementato correttamente il template Bio. Pagina aggiornata al 7 apr 2025. |

Questa è una lista di persone presenti nell'enciclopedia che hanno il nome Mario e sono pittori.

## A(1)
- Mario Acerbi, pittore italiano (Milano, n. 1887 - Pavia, † 1982)

## B(13)
- Mario Balassi, pittore italiano (Firenze, n. 1604 - Firenze, † 1667)
- Mario Barberis, pittore e illustratore italiano (Roma, n. 1893 - Roma, † 1960)
- Mario Bardi, pittore e artista italiano (Palermo, n. 1922 - Milano, † 1998)
- Mario Berrino, pittore e imprenditore italiano (Alassio, n. 1920 - Alassio, † 2011)
- Mario Bettinelli, pittore italiano (Treviglio, n. 1880 - Milano, † 1953)
- Mario Biazzi, pittore italiano (Castelverde, n. 1880 - Cremona, † 1965)
- Mario Bionda, pittore italiano (Torino, n. 1913 - Penango, † 1985)
- Mario Bonazzi, pittore italiano (Bologna, n. 1911 - Bologna, † 1994)
- Mario Borgiotti, pittore e collezionista d'arte italiano (Livorno, n. 1906 - Firenze, † 1977)
- Mario Borgna, pittore, scultore e ceramista italiano (Villar Perosa, n. 1936 - Torino, † 2007)
- Mario Borgoni, pittore e illustratore italiano (Pesaro, n. 1869 - Napoli)
- Mario Bucci, pittore italiano (Foggia, n. 1903 - Firenze, † 1970)
- Mario Buonoconto, pittore e scenografo italiano (Napoli, n. 1940 - Napoli, † 2003)

## C(9)
- Mario Calandri, pittore e incisore italiano (Torino, n. 1914 - Torino, † 1993)
- Mario Cavaglieri, pittore italiano (Rovigo, n. 1887 - Pavie, † 1969)
- Mario Chianese, pittore e incisore italiano (Genova, n. 1928 - Novi Ligure, † 2020)
- Mario Chiodo Grandi, pittore italiano (Crema, n. 1872 - Milano, † 1937)
- Mario Cocchi, pittore italiano (Livorno, n. 1898 - Livorno, † 1957)
- Mario Comensoli, pittore svizzero (Lugano, n. 1922 - Zurigo, † 1993)
- Mario Coppola, pittore italiano (Enna, n. 1934)
- Mario Cornali, pittore italiano (Bergamo, n. 1915 - Bergamo, † 2011)
- Mario Cortiello, pittore italiano (Napoli, n. 1907 - San Sebastiano al Vesuvio, † 1981)

## D(8)
- Mario D'Agostino, pittore italiano (Reggio Calabria, n. 1918 - † 1983)
- Mario Dall'Aglio, pittore, scultore e giornalista italiano (Castelguglielmo, n. 1927 - Bolzano, † 2016)
- Mario De Berardinis, pittore italiano (La Spezia, n. 1931 - Roma, † 1977)
- Mario De Paoli, pittore italiano (Pavia, n. 1928 - Pavia, † 2002)
- Mario Delitala, pittore e incisore italiano (Orani, n. 1887 - Sassari, † 1990)
- Mario Della Foglia, pittore italiano (Lainate, n. 1893 - Milano, † 1940)
- Mario Deluigi, pittore italiano (Treviso, n. 1901 - Dolo, † 1978)
- Mario Donizetti, pittore e saggista italiano (Bergamo, n. 1932)

## F(2)
- Mario Faraoni, pittore e scultore italiano (Cremona, n. 1914 - Pinerolo, † 1989)
- Mario Francesconi, pittore e scultore italiano (Viareggio, n. 1934)

## G(2)
- Mario Gallorini, pittore e ceramista italiano (Arezzo, n. 1926 - † 2013)
- Mario Gambetta, pittore, incisore e ceramista italiano (Roma, n. 1886 - Albissola Marina, † 1968)

## L(2)
- Mario Lattes, pittore, scrittore e editore italiano (Torino, n. 1923 - Torino, † 2001)
- Mario Lomini, pittore italiano (Redondesco, n. 1887 - Redondesco, † 1948)

## M(10)
- Mario Madiai, pittore italiano (Siena, n. 1944)
- Mario Mafai, pittore italiano (Roma, n. 1902 - Roma, † 1965)
- Mario Marcucci, pittore italiano (Viareggio, n. 1910 - Viareggio, † 1992)
- Mario de Maria, pittore e architetto italiano (Bologna, n. 1852 - Bologna, † 1924)
- Mario Marè, pittore italiano (Firenze, n. 1921 - Milano, † 1993)
- Mario Maserati, pittore italiano (Voghera, n. 1890 - † 1981)
- Mario Minniti, pittore italiano (Siracusa, n. 1577 - Siracusa, † 1640)
- Mario Moglia, pittore svizzero (Bedonia, n. 1915 - Viganello, † 1986)
- Mario Moletti, pittore e illustratore italiano (Brescia)
- Mario Mossa De Murtas, pittore e incisore italiano (Sassari, n. 1891 - Rio de Janeiro, † 1966)

## N(5)
- Mario de' Fiori, pittore italiano (Penna San Giovanni, n. 1603 - Roma, † 1673)
- Mario Nannini, pittore italiano (Buriano, n. 1895 - Pistoia, † 1918)
- Mario Nigro, pittore italiano (Pistoia, n. 1917 - Livorno, † 1992)
- Mario Norfini, pittore italiano (Pescia, n. 1870 - Milano, † 1956)
- Mario Nuti, pittore italiano (Firenze, n. 1923 - Firenze, † 1996)

## P(4)
- Mario Perosino, pittore italiano (Asti, n. 1930 - Asti, † 2008)
- Mario Pitocco, pittore italiano (Letino, n. 1931 - Cervignano del Friuli, † 2002)
- Mario Prayer, pittore italiano (Torino, n. 1887 - Roma, † 1959)
- Mario Puccini, pittore italiano (Livorno, n. 1869 - Firenze, † 1920)

## R(5)
- Mario Raciti, pittore italiano (Milano, n. 1934)
- Mario Radice, pittore italiano (Como, n. 1898 - Como, † 1987)
- Mario Reviglione, pittore e incisore italiano (Torino, n. 1883 - Torino, † 1965)
- Mario Romoli, pittore italiano (Firenze, n. 1908 - Firenze, † 1978)
- Mario Russo, pittore italiano (Napoli, n. 1925 - Roma, † 2000)

## S(5)
- Mario Schifano, pittore e regista italiano (Homs, n. 1934 - Roma, † 1998)
- Mario Sironi, pittore italiano (Sassari, n. 1885 - Milano, † 1961)
- Mario Spinetti, pittore italiano (Roma, n. 1859 - † 1915)
- Mario Sturani, pittore, ceramista e illustratore italiano (Ancona, n. 1906 - Torino, † 1978)
- Mario Surbone, pittore italiano (Treville Monferrato, n. 1932)

## T(3)
- Mario Titi, pittore italiano (Frascati, n. 1921 - † 1982)
- Mario Tosatto, pittore, scultore e architetto italiano (Vicenza, n. 1885 - Como, † 1913)
- Mario Tozzi, pittore italiano (Fossombrone, n. 1895 - Saint-Jean-du-Gard, † 1979)

## V(1)
- Mario Vellani Marchi, pittore italiano (Modena, n. 1895 - Milano, † 1979)